# ジル・ホーステッド
ジル・ホーステッド（Jill Horstead, 1967年5月1日 - ）、現姓：ジル・マッキントッシュ（Jill McIntosh）は、カナダ・オンタリオ州トロント出身の元女子競泳選手。
現役時代はバタフライを専門とし、16歳の時に1983年パンアメリカン競技大会の200mバタフライで4位入賞、17歳の時に1984年ロサンゼルスオリンピックの200mバタフライでB決勝1位（9位）となった。1985年パンパシフィック選手権と1986年コモンウェルスゲームズの200mバタフライで銅メダルを獲得した。
1986年から1990年の4年間をフロリダ大学で過ごし、1987年に200yバタフライと400yメドレーリレーでオール・アメリカに選出。会計学の学位を取得して卒業した。

## 家族
- 夫のグレッグは大学時代に野球とホッケーをしていた[6]。2021年1月に咽頭がんと診断されたが、化学療法の末、現在は回復している[1][7]。

- 娘で長女のブルック（英語版）と次女のサマーは小さい頃から水泳、フィギュア、体操、フットボールなど色々なスポーツを試した結果、最終的にブルックはフィギュア、サマーは水泳を選んだ[8]。ブルックはペアスケーティング選手として活躍し、2019年世界ジュニアフィギュアスケート選手権で10位、2020年ユースオリンピックで4位、2022年世界ジュニアフィギュアスケート選手権で銅メダル獲得、2023年世界フィギュアスケート選手権で11位などの成績を残している[9][10]。サマーは自由形、バタフライ、個人メドレーの選手として活躍し、2024年パリオリンピックでは200mバタフライ、200m・400m個人メドレーの3冠を達成している[11]。

## 主要国際大会の成績
世界水泳連盟のウェブサイトなど参照
| 年         | 大会                   | 場所         | 種目           | 結果       | 記録       | 備考       |
| カナダ代表 | カナダ代表             | カナダ代表   | カナダ代表     | カナダ代表 | カナダ代表 | カナダ代表 |
| ---------- | ---------------------- | ------------ | -------------- | ---------- | ---------- | ---------- |
| 1983       | パンアメリカン競技大会 | カラカス     | 200mバタフライ | 4位        | 2分17秒13  |            |
| 1984       | オリンピック           | ロサンゼルス | 200mバタフライ | B決勝1位   | 2分13秒49  |            |
| 1985       | パンパシフィック選手権 | 東京         | 100mバタフライ | 5位        | 1分02秒83  |            |
| 1985       | パンパシフィック選手権 | 東京         | 200mバタフライ | 銅メダル   | 2分13秒46  |            |
| 1986       | コモンウェルスゲームズ | エディンバラ | 200mバタフライ | 銅メダル   | 2分14秒53  |            |
| 1986       | 世界選手権             | マドリード   | 200mバタフライ | 予選21位   | 2分21秒55  |            |